# Lepidolucina odontotis
Lepidolucina odontotis is een tweekleppigensoort uit de familie van de Lucinidae. De wetenschappelijke naam van de soort is voor het eerst geldig gepubliceerd in 1934 door Salisbury.